# Gronowo (powiat mrągowski)

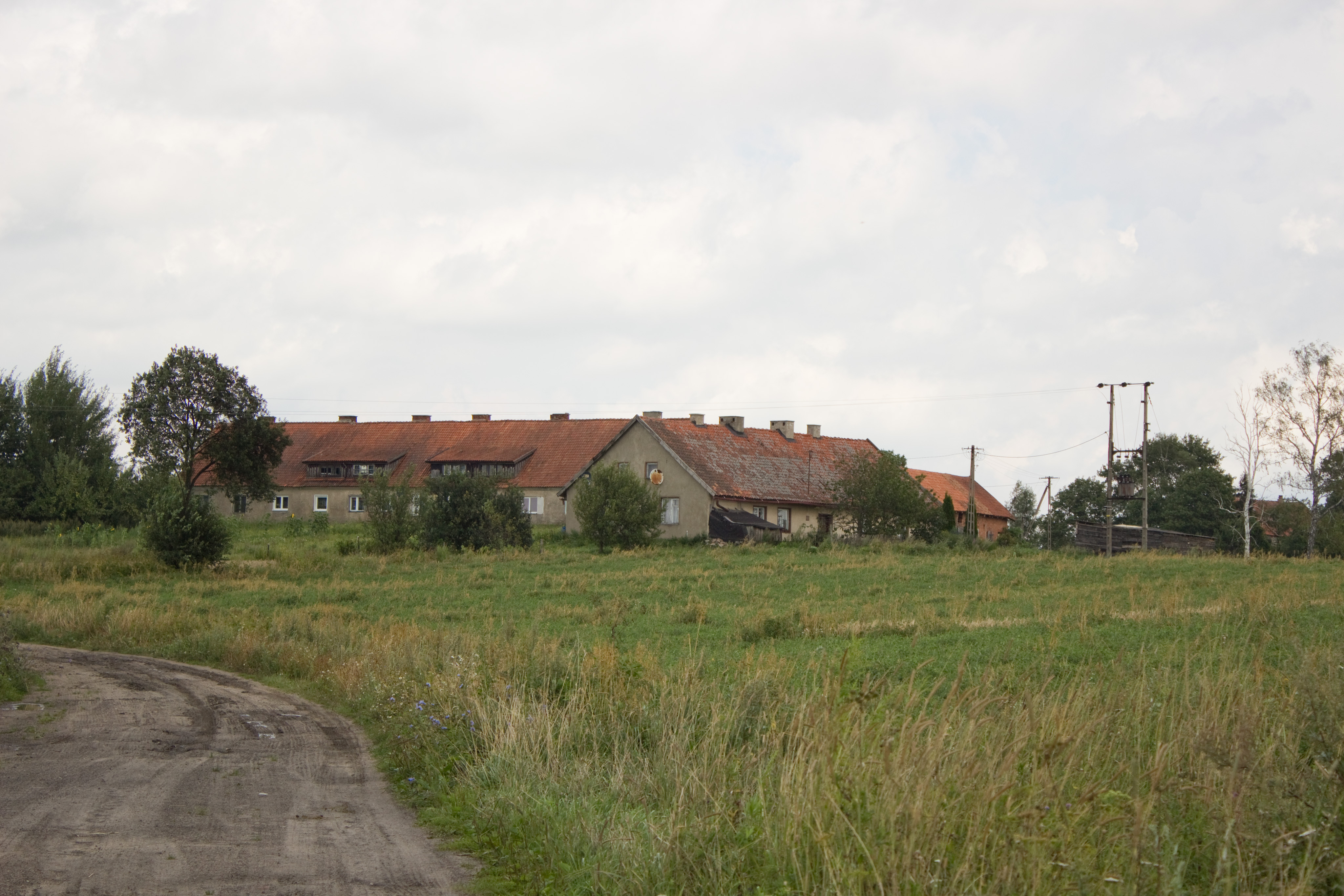
Gronowo

Gronowo (dawniej niem. Gronowen, Grunau) – wieś w Polsce położona w województwie warmińsko-mazurskim, w powiecie mrągowskim, w gminie Mrągowo. W latach 1975–1998 miejscowość należała administracyjnie do województwa olsztyńskiego.

## Historia
Wieś szlachecka wymieniana w dokumentach już 1392 r., jako położona w lesie Bosin. Założona była więc już wcześniej. W 1932 r. komtur Bałgi Konrad Kyburg poświadcza, iż trzej dotychczasowi posiadacze majątku położonego koło Bożego o wielkości 40 łanów, Józef, Otto i Gabriel, odstąpili ten majątek Hermanowi Barschau, na prawie chełmińskim. W sprzedanym majątku 10 łanów sołeckich było wolnych od czynszu i te łany Barschau zatrzymał dla siebie. Pozostałe 30 łanów miały być obsadzone chłopami czynszowymi. Danina czynszowa wynosiła pół grzywny i dwie kury od łanu rocznie. Mieszkańcom prawdopodobnie przysługiwało prawo połowu ryb w przyległym jeziorze Gronowskim, które z czasem zarosło. 
W 1414 r. Gronowo należało do dóbr rycerskich. Później do tych dóbr dołączono leśną osadę z pięcioma łanami i gajówką Gronowo, położoną na zachód od jeziora Karw. W 1467 r. Erazm Konopacki (Compaschke), kupił w Gronowie od Konrada Schwengitten 5,5 łana. Około 1651 r. właścicielem tutejszego majątku o wielkości 40 łanów byli von Polentzowie i von Brunsertowie. Sołtysi gronowscy, z racji wysokiego uposażenia wynoszącego 10 łanów, zobowiązani byli do konnej służby w zbroi (na równi z innymi ziemianami). 
Około 1770 r. założono szkołę we wsi, znajdującą się pod patronatem właściciela majątku. W 1785 r. we wsi było 27 domów, a w 1815 22 domy ze 160 mieszkańcami. W 1818 r. w tutejszej szkole uczyło się 39 uczniów, a od nauczyciela wymagano biegłej znajomości języka polskiego. Wskazuje to na to, że we wsi mieszkali w większości lub w całości Polacy. Gronowo należało do Parafii w Bożem, ale w 1822 r. podlegało już parafii w Szestnie. W 1821 r. Gronowo określano jako "posiadłość szlachecka" i składało się z majątku ziemskiego i wieś, w których łącznie mieszkało 160 osób. W 1848 r. było tu 27 budynków mieszkalnych i 312 mieszkańców, w 1870 r. - 316 mieszkańców. W 1871 r. właścicielem dóbr w Gronowie, liczących 1452 ha, był von Fresin, który oddał je w dzierżawę krewnemu o tym samym nazwisku, rezydującemu na folwarku w Gniewkowie (niem. Heinrichssorge). W majątku wyspecjalizowano się w hodowli owiec. Około 1900 r. majątek ziemski w Gronowie, obejmujący 45 łanów, należał dalej do rodziny von Fresin. W 1907 r. właścicielem majątku złożonego z Gronowa i Gniewkowa wielkości 675 ha, był rotmistrz Georg von Fresin. W majątku znajdowała się mleczarnia. 
W 1928 r. urzędowo określano Gronowo jako "wieś, wybudowanie, majątek rycerski, folwark" – w sumie było tu 235 mieszkańców. W okresie międzywojennym majątek przeznaczono na parcelację. W 1935 r. w jednoklasowej szkole uczyło się 46 dzieci. W 1939 r. we wsi były 83 gospodarstwa domowe, w tym 44 rolnicze, z których 29 miało wielkość w granicach 10-20 ha, dwa o areale w granicach 20-100 ha i jedno ponad 100 ha. Las na obszarze wiejskim był własnością starostwa powiatowego.
W latach 70. XX w. do sołectwa Gronowo należała także osada Gniewkowo.